# Сібайський рудник

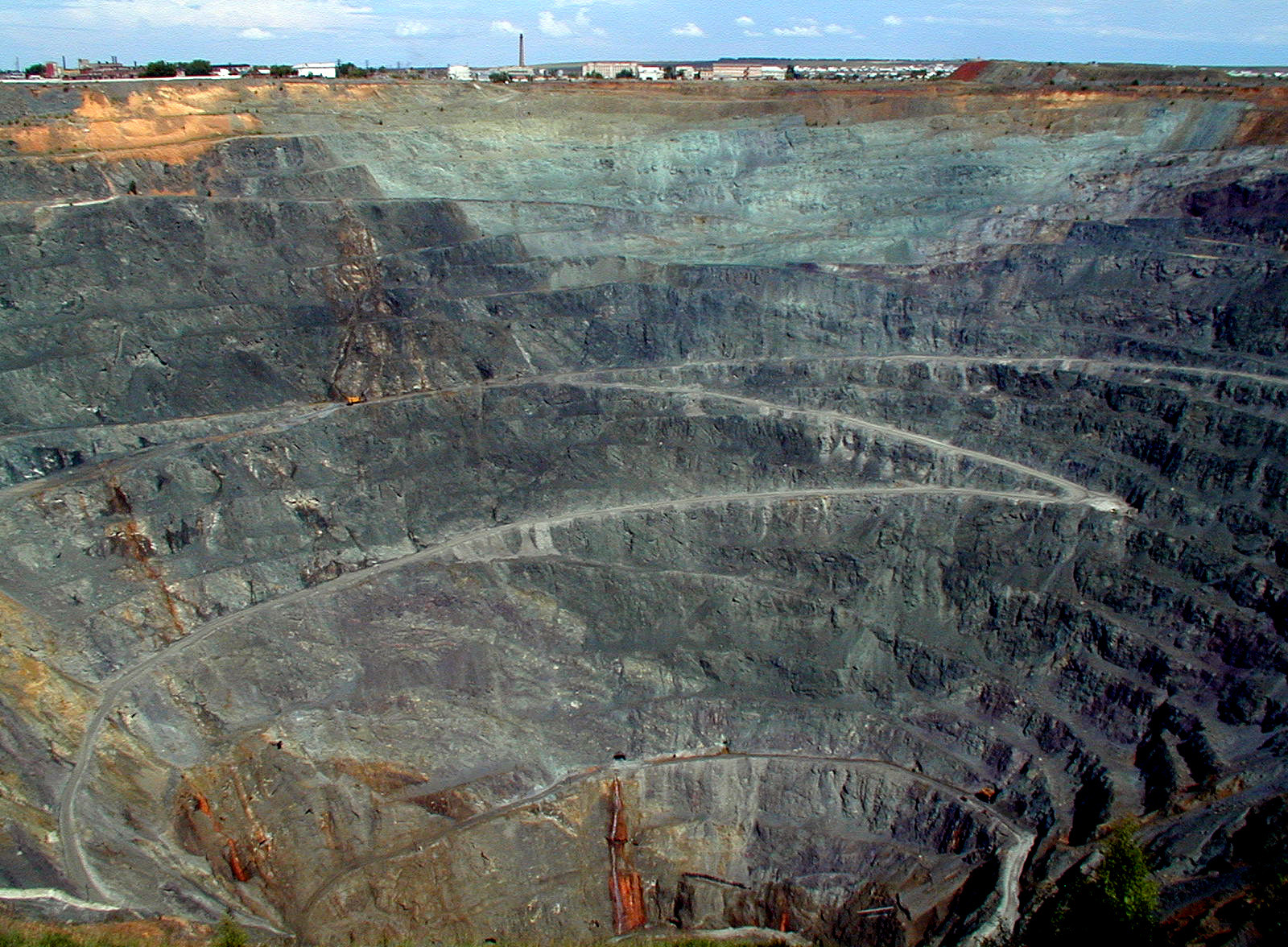
Сібайський кар’єр

Сібайський рудник – колишнє гірничодобувне підприємство у Башкортостані.
Сібайське мідноколчеданне родовище виявили та попередньо розвідали в 1912 – 1916 роках (зокрема, в 1915-му тут спорудили розвідувальну шахту глибиною 42 метра).  Роботи відновились за кілька років по завершенні Громадянської війни і в 1926-му тут видобули із розвідувальних виробіток тестову партію руди у 6 тисяч тон для переробки на Баймацькому мідеплавильному заводі. 
Будівництво розвідувально-видобувної шахти почалось в 1936-му і в 1937 – 1939 роках вдалось відправити на Баймацький завод 38 тисяч тон руди з високим вмістом міді. При цьому в 1939-му нарешті виявили головне рудне тіло і вже у 1940-му почали його розробку відкритим способом через кар’єр «Новий Сібай». В 1944-му запустили Сібайський мідеплавильний завод, який працював до 1957-го та виплавив у підсумку 32 тисячі тон чорнової міді (тоді ж закрили і Баймацький завод, що за час свого існування виплавив 81 тисячу тон міді).
З 1948-го рудник належав до Башкирського мідно-сірчаного комбінату, метою створення якого було багаторазове нарощування видобутку з родовища, запаси якого на початку 1950-х оцінили у понад 100 млн тон руди. В 1959-му ввели в дію Сібайську збагачувальну фабрику.
На північній ділянці родовища спорудили кар’єр «Старий Сібай», при цьому він був випрацьований першим та в подальшому засипаний розкривними породами основного кар’єру «Новий Сібай». 
В 2000 році накопичений видобуток руди з кар’єру перевищив 100 млн тон.
На тлі вичерпання запасів у проектних контурах кар’єра в другій половині 1980-х також почали підземний видобуток. У 1989-му завершили проходку стовбура «Клітьовий», а станом на 1998-й в роботі було вже чотири вертикальні стовбура. Ц другій половині 2000-х на спорудили стовбури "Скіповий" та "Північний Вентиляційний", що довело потужність підземного рудника до 1 млн тон на рік. Завданням підземної розробки було допрацювання нижнього покладу до глибини у 629 метрів, при тому що на момент припинення відкритої розробки в 2004-му глибина кар’єру «Новий Сібай» становила 500 метрів.
Осінню 2018-го на бортах кар’єру почалось самозаймання сірчаних порід, що призвело до сильного забруднення повітря діоксидом сірки. У підсумку єдиним методом боротьби з цим визнали планове підтоплення, яке почалось в 2019-му. Станом на 2020 рік чаша кар’єру була затоплена на 160 метрів. Плани відкачування води із наступним відновленням видобутку так реалізувати не вдалось і в 2023-му власник Сібайського рудника Уральська гірничо-металургійна компанія оголосила про наміри передати його владі Башкортостану.